# Водне поло на Олімпійських іграх
Змагання з водного поло на літніх Олімпійських іграх вперше з'явилися на Олімпійських іграх 1900 в Парижі та з того часу включалися в програму кожних наступних Ігор, тільки на Олімпійських іграх 1904 в Сент-Луїсі змаганням було надано статус демонстраційних. Спочатку змагання були чоловічими, жіночі дисципліни з'явилися на олімпійських іграх 2000 в Сіднеї.

## Медалі
Легенда
- НОК◊ – НОК, який вигравав медалі як у чоловічому, так і в жіночому турнірах
- НОК† – Неіснуючий НОК

| Місце                | NOC                        | Золото | Срібло | Бронза | Загалом |
| -------------------- | -------------------------- | ------ | ------ | ------ | ------- |
| 1                    | Угорщина (HUN)◊            | 9      | 3      | 5      | 17      |
| 2                    | Італія (ITA)◊              | 4      | 3      | 3      | 10      |
| 3                    | Велика Британія (GBR)      | 4      | 0      | 0      | 4       |
| 4                    | США (USA)◊                 | 3      | 5      | 4      | 12      |
| 5                    | Югославія (YUG)†           | 3      | 4      | 1      | 8       |
| 6                    | СРСР (URS)†                | 2      | 2      | 3      | 7       |
| 7                    | Сербія (SRB)               | 2      | 0      | 2      | 4       |
| 8                    | Іспанія (ESP)◊             | 1      | 3      | 0      | 4       |
| 9                    | Німеччина (GER)            | 1      | 2      | 0      | 3       |
| 9                    | Хорватія (CRO)             | 1      | 2      | 0      | 3       |
| 11                   | Франція (FRA)              | 1      | 0      | 3      | 4       |
| 12                   | Австралія (AUS)            | 1      | 0      | 2      | 3       |
| 12                   | Нідерланди (NED)◊          | 1      | 0      | 2      | 3       |
| 14                   | Бельгія (BEL)              | 0      | 4      | 2      | 6       |
| 15                   | Греція (GRE)◊              | 0      | 2      | 0      | 2       |
| 16                   | Росія (RUS)◊               | 0      | 1      | 3      | 4       |
| 17                   | Швеція (SWE)               | 0      | 1      | 2      | 3       |
| 18                   | Сербія і Чорногорія (SCG)† | 0      | 1      | 0      | 1       |
| 19                   | Об'єднана команда (EUN)†   | 0      | 0      | 1      | 1       |
| 19                   | ФРН (FRG)†                 | 0      | 0      | 1      | 1       |
| Загалом (20 збірних) | Загалом (20 збірних)       | 33     | 33     | 34     | 100     |